# Обещания, которые нужно выполнять
«Обещания, которые нужно выполнять» (англ. Promises to Keep) — книга мемуаров, изданная 31 июля 2007 года издательством «Random House» и американским политиком Джо Байденом, в тот период занимавшим должность сенатора США.

## Содержание
Байден начинает рассказ о своей жизни, когда он рос в римско-католической семье в Скрантоне, штат Пенсильвания, а затем в Уилмингтоне, штат Делавэр. Он подробно рассказывает об автомобильной аварии 1972 года, в которой погибли его жена Нейлия и их годовалая дочь Наоми, и о трудностях, с которыми он столкнулся после данной трагедии. Затем он пишет о втором шансе, который ему был дан после встречи с Джилл Джейкобс в 1975 году, когда он начал свою карьеру сенатора США, представляя свой штат Делавэр. В книге также исследуется его осаждённая президентская кампания 1988 года, во время которой он перенёс две аневризмы головного мозга, и физическое и политическое восстановление, которого он добился позже.

## Отзывы
Газета «The Christian Science Monitor» высоко оценила книгу, сказав: «Байден — мастер рассказов, и у него есть истории, которые следует рассказать». The New York Times назвала книгу «захватывающей личной историей», а Salon оценил реакцию Байдена на трагедию как «достойную восхищения и сострадания».